# Mataraua
Mataraua – wieś w Rumunii, w okręgu Călărași, w gminie Belciugatele. W 2011 roku liczyła 56 mieszkańców.